# 성형외과학의 혁신
《성형외과학의 혁신》(Innovations in Plastic and Aesthetic Surgery)은 세계성형외과학회 IPRAS에서 발행한 공식 책자로 성형외과 분야별로 각분야의 권위 있는 교수들의 집필로 구성되어 있다. 이책은 성형외과와 미용성형을 중심으로 구성되어 있으며 성형외과는 수부외과 미세수술 화상 그리고 종양에 초점을 맞추어 성형외과에 기여하였다. 이책은 2003년부터 2007년 동안 4년주기 세계성형외과학회를 준비하면서 전 세계적으로 권위를 인정받는 성형외과교수들이 작성한 책으로 각분야의 새로운 성형수술과 연구결과를 토대로 작성한 교과서이다. 이 책은 성형외과가 새롭게 기여할 58개의 중요한 내용을 담고 있으며 성형외과의 기본적이고 정석인 수술방법을 원하는 성형외과 전문의들뿐만 아니라 수부외과와 신경외과 전문의들에게도 유익한 교과서이다. (리뷰: 제프리 로센탈 박사)

## 서문
이책은 미용성형과 재건성형외과 수부외과 미세수술 줄기세포연구에 이르기까지 세계적으로 권위있는 교수님들의 기여로 기본지식과 최신식견을 싣고 있으며 수술방법을 이해하기 쉽게 그림과 증례사진을 곁들여 설명하고 있다.
목차
저자 소개 및 안내
- 1. 성형외과학의 재발견 -마졸라
- 2. 성형외과학에 기여부분에 기재와 거부에 대하여 - 골드윈
- 3. 성형외과영역의 조직공학 -팔루아
- 4. 인조피부-스쿠데리
- 5. 메트릭스 피판-호취
- 6. 창상치료와 레이저, 줄기세포 -김진왕 [깨진 링크(과거 내용 찾기)]
- 7. 인공신경전도관을 이용한 신경재생-믹크
- 8. 자가지방줄기세포치료-리고티

재건성형
- 9. 상완신경총 손상의 새로운 치료방법 -노벨리
- 10.신경의 재생은 신경통로의 재생이다-로메어
- 11.신경재건 미세수술의 최신 결과- 드미트리스쿠-이오네스쿠
- 12.혈관화 관절잇기의 장기추적결과- 버거
- 13.외측상완피판의 유용성-하스
- 14.대퇴부과두궤사재건에서 유리비골이식의 세가지특징-쿠오카넨
- 15.힘줄과 뼈가 노출된 족부피판재건-얀 지안 카이

성형수술의 기초
- 16.개구리피부를 이용한 화상치료술-피콜로
- 17.하이드로 외과수술기법을 이용한 창상수술과 창상치료-곤잘레즈

안면
- 18.얼굴의 해부학적인 구조-브라이언 멘델손
- 19.유리안면부전체이식수술-시에뮤오나 ,쿨라취
- 20.조직확장기를 이용한 두경부재건-크소르바
- 21.안면성형재건에 사용되는 바이오물질-하발
- 22~31 안면재건 -말콤 파울외
- 32. 늑연골을 이용한 칸틸레버식 코의재건-슈발트
- 33. 개방형코성형수술과 폐쇄형 코성형수술을 이용한 코끝 성형수술-뮤티
- 34. 코끝교정술- 쉐니소브

가슴성형
- 35. 유방재건- 맨돈카 뮤오즈
- 36. TRAM 피판- 비르니오 시세티
- 37. 보형물 유방재건의 결정조건-쉐플란 구어 프라이드만
- 38. 최신 유방재건술: 외관 전략의 진화-맨돈카 뮤오즈
- 39. 유방재건시 사용되는 마커 ( Knife Marker )-코스타 글리올라
- 40. 초음파 지방흡입술을 이용한 유방축소-베네데토 , 지우세페
- 41. 수직 유방 축소 거상술-그라페 파세
- 42. 유방축소술에서 모양을 위한 내경 피판작성-춘,라로데,메이
- 43. 유방축소술에 있어서 교차진피 피판의 중요성-플라자, 쿠루즈
- 44. 수직 유방 거상술-풸레
- 45. 경도,중등도의 쳐진 작은 돌출형 유방에서 일회교정 가능한 유두유륜주위유방확대술,거상술-모스코나
- 46. 유방확대술과 거상술-프랑크린 엘리오트
- 47. 자연스러운모양을 위한 유방확대술 정리-가르시아
- 48. 근육하 유방확대수술시 중요한 지식-모튜라
- 49. 최상의 결과를 얻기위한 겨드랑이를 통한 근막하 유방확대술-겜펠리
- 50. 근막하 유방확대술- 그라프
- 51.코젤 유방확대용 보형물-어떤 차이점이 있는가- 컨닝함

체형지방성형
- 52. 지방흡입술을 이용한 팔의 임파부종 치료- 브롭슨
- 53. 액취증의 새로운 치료방법, 땀샘흡입제거술 -맨케
- 54. VASER를 이용한 지방체형성형수술-볼리바 핀토
- 55. 성형외과와 미용성형수술에서의 지방흡입수술의 기여-제이웰

복부성형과 체형교정수술
- 56. 수술후 복부 누수액을 줄이기위한 복벽 고정봉합술-마로우디
- 57. 지방복부체형성형수술-그라프 파세,알야피
- 58. 대량체중감량후 몸매교정성형수술- 샤라글

색인
주제별,저자별 색인
총 494쪽으로 독일 하이델베르그 Springer 출판사에서 2007년 12월에 출판되었다.
- 세계적으로 독일은 근대 성형수술의 근원지로 알려져 있다.